# Jessica Liss
Pour les articles homonymes, voir Liss.
Jessica Shelby Liss, née le 30 octobre 1995, est une nageuse sud-africaine.

## Carrière
Jessica Liss est médaillée d'or du 200 mètres brasse et du relais 4 x 100 mètres quatre nages, médaillée d'argent du 200 mètres quatre nages et médaillée de bronze du 100 mètres brasse aux Championnats d'Afrique de natation 2008 à Johannesbourg.